# Senioren-Wohngemeinschaft
In einer Senioren-Wohngemeinschaft (auch: Senioren-Hausgemeinschaft) teilen sich ältere Menschen eine Wohnung oder ein Haus, um gemeinsam dort zu wohnen. Pflegebedürftige Bewohner betreut ein professioneller Pflegedienst.

## Ausprägungen
In einer Senioren-Wohngemeinschaft wohnen ältere Menschen zusammen, die entweder bereits in Rente oder kurz davor sind. Motivation ist, dass sie im Alter nicht alleine leben möchten. Die Bewohner teilen sich eine Wohnung oder ein Haus mit separaten Wohnungen und zusätzlichen Gemeinschaftsräumen wie etwa einer großen Küche oder einem Garten. Üblicherweise ziehen die Senioren zusammen, wenn sie noch agil sind. Wird ein Bewohner pflegebedürftig, übernimmt meistens ein professioneller Pflegedienst die Betreuung. Pflegebedürftige Bewohner einer WG erhalten u. U. finanzielle Unterstützung, wenn bestimmte Voraussetzungen für eine Pflege-WG bzw. für häusliche Krankenpflege erfüllt sind.
Die rechtlichen Rahmenbedingungen für ambulant betreute Wohngemeinschaften sind auf Landesebene (im Landesheimrecht, Bauordnungsrecht, Brandschutzrecht und den gesetzlichen Grundlagen der Gesundheitsämter) und gegebenenfalls im WBVG sowie leistungsrechtlich im Sozialgesetzbuch (SGB V, XI und XII) geregelt.
Man unterscheidet zwischen betreuten und selbständig geführten Wohngemeinschaften: Von einer (mehr oder weniger auch professionell) betreuten Senioren-Wohngemeinschaft, insbesondere von einer Heim-ähnlichen Betreuung im Sinne einer stationären Hausgemeinschaft, grenzt sich die sogenannte Plus-WG ab – einer auch (und nicht ausschließlich) auf Senioren ausgerichteten Wohngemeinschaft, in der die Bewohner selbstständig und ohne externe Hilfe zusammenleben. Das Plus steht dabei für ein Lebensalter ab 50 Jahren. Die Bewohner einer Plus-WG sind noch sehr aktiv und unternehmen viel gemeinsam. Eine Kombination aus jungen Familien und Senioren ist die „Mehrgenerationen-Wohngemeinschaft“ oder ein Mehr-Generationen-Haus: Mehrere Generationen leben dort mit dem Ziel eines nachbarschaftlichen Miteinanders zusammen.
Henning Scherf, der mit seiner Frau und 10 weiteren Familien bereits 1987 eine Alters-WG gründete, in der beide bis heute leben, und darüber publiziert, empfiehlt das Modell durchaus auch für die Zielsetzung einer „Demenzwohngemeinschaft (Demenz-WG)“. Er habe inzwischen verschiedene Varianten z. T. wochenlang besucht, beraten oder miterlebt, so dass er sich diese Form bei einem eigenen Leiden vorstellen könne.

## Verbreitung und Akzeptanz
Obwohl das Leben in einer WG vor allem mit jungen Menschen assoziiert wird, können sich laut einer Forsa-Umfrage 18 Prozent der über 60-Jährigen Deutschen vorstellen, in einer Wohngemeinschaft zu leben. 64 Prozent sind der Meinung, es solle auch Wohngemeinschaften für nicht mehr ganz junge Menschen geben.
Die Suche nach Mitbewohnern und geeignetem Wohnraum ist schwierig. Inzwischen gibt es Internetplattformen, die Wohngemeinschaften für Senioren vermitteln. Die Wohnung für eine Senioren-WG muss barrierefrei sein, das Umfeld muss mit der Infrastruktur, insbesondere dem Angebot an Einkaufsmöglichkeiten, Kultureinrichtungen und Grünanlagen, zu Senioren passen.
Mittlerweile sind „Wohngemeinschaften mit Betreuungsleistungen“ für ältere, hilfs- und pflegebedürftige Menschen als Alternative zur vollstationären Versorgung auch rechtlich in nahezu allen deutschen Bundesländern anerkannt. Das föderale Heimrecht trifft allerdings länderspezifisch ganz unterschiedliche Regelungen.
Deutschland unterstützt finanziell die Gründung von Senioren-Wohngemeinschaften. Pflegebedürftige, die sich an der Gründung einer ambulant betreuten Wohngruppe beteiligen, können bei ihrer Pflegekasse eine Anschubfinanzierung von bis zu 2.500 Euro beantragen. Außerdem übernimmt die Pflegekasse bis zu 4.000 Euro für wohnumfeldverbessernde Maßnahmen. Seit 2012 können ambulant betreute Wohngruppen außerdem im Rahmen des Pflege-Neuausrichtungs-Gesetzes mit einem Wohngruppenzuschlag in Höhe von monatlich 214 Euro gefördert werden. Bei Bedarf können Senioren beim Grundsicherungsamt des zuständigen Sozialamtes die bedarfsorientierte Grundsicherung, bei der Wohngeldstelle der Stadt oder Gemeinde Wohngeld beantragen. Eine Förderung (beispielsweise eine Anschubfinanzierung) ist unter Umständen auch seitens der Bundesländer bzw. der Städte und Kommunen möglich.
Der berühmteste Kommunarde einer Senioren-WG ist der ehemalige Bremer Bürgermeister Henning Scherf. Bereits 1987 zog er mit acht Mitbewohnern in ein Gemeinschaftshaus. Er bewohnt dort mit seiner Frau eine eigene Wohnung. Das Haus wurde rollstuhlgerecht geplant und hat eine Fahrstuhlvorrichtung. Scherf sieht die Wohngemeinschaft als Möglichkeit, in einer älter werdenden Gesellschaft nicht zu vereinsamen.
Senioren-Wohngemeinschaften werden im Rahmen der Sozialen Landwirtschaft (Green Care) auch auf Bauernhöfen eingerichtet. Beispielsweise soll das 2022 mit dem Deutschen Demografiepreis in der Kategorie „Vorbildlichkeit bei Gesundheit“ ausgezeichnete Projekt „Zukunft Pflegebauernhof“ dazu dienen, Senioren mit und ohne Pflegebedarf „einen sinnstiftenden Lebensort“ zu bieten, „an dem sie selbstwirksam und verbunden mit Tieren und Landwirtschaft leben“; zugleich soll es kleine Landwirtschaften retten und würdevolle Arbeitsplätze für Pflegekräfte schaffen. Hemmend wirken bei der Errichtung von Pflegebauernhöfen bürokratische Hürden und hohe Investitionskosten.

## Hintergrund
Die Gesellschaft wird zunehmend älter, die Zahl der über 65-Jährigen wird in den nächsten zwei Jahrzehnten um fünf Millionen steigen. Früher lebten ältere Menschen bis zu ihrem Tod in der Großfamilie. Heute bleiben sie nach dem Wegzug der Kinder und dem Tod des Partners häufig allein zurück. Schon 2006 lebten 37 Prozent der Frauen ab 55 Jahren und 17 Prozent der Männer allein. Ab dem Alter von 75 Jahren waren es 62 Prozent der Frauen und 24 Prozent der Männer. Zunehmende Einsamkeit ist eine Ursache für Altersdepressionen. Dem kann das Leben in einer Senioren-Wohngemeinschaft entgegenwirken.